# Floddaymore
Floddaymore är en ö i Storbritannien.   Den ligger i kommunen Yttre Hebriderna och riksdelen Skottland, i den nordvästra delen av landet, 800 km nordväst om huvudstaden London. Arean är 58 kvadratkilometer.
Terrängen på Floddaymore är mycket platt. Öns högsta punkt är 22 meter över havet. Den sträcker sig 1,0 kilometer i nord-sydlig riktning, och 1,3 kilometer i öst-västlig riktning.